# Klášter minoritů (Brno)
Klášter minoritů v Brně je nejstarším dosud fungujícím klášterem na území města Brna. Nachází se v ulici Minoritská č. 469/1 v městské části Brno-střed. Celý komplex sestává z kostela, Lorety se Svatou chýší, Svatých schodů a dvou klášterních budov se dvěma nádvořími.

## Dějiny kláštera

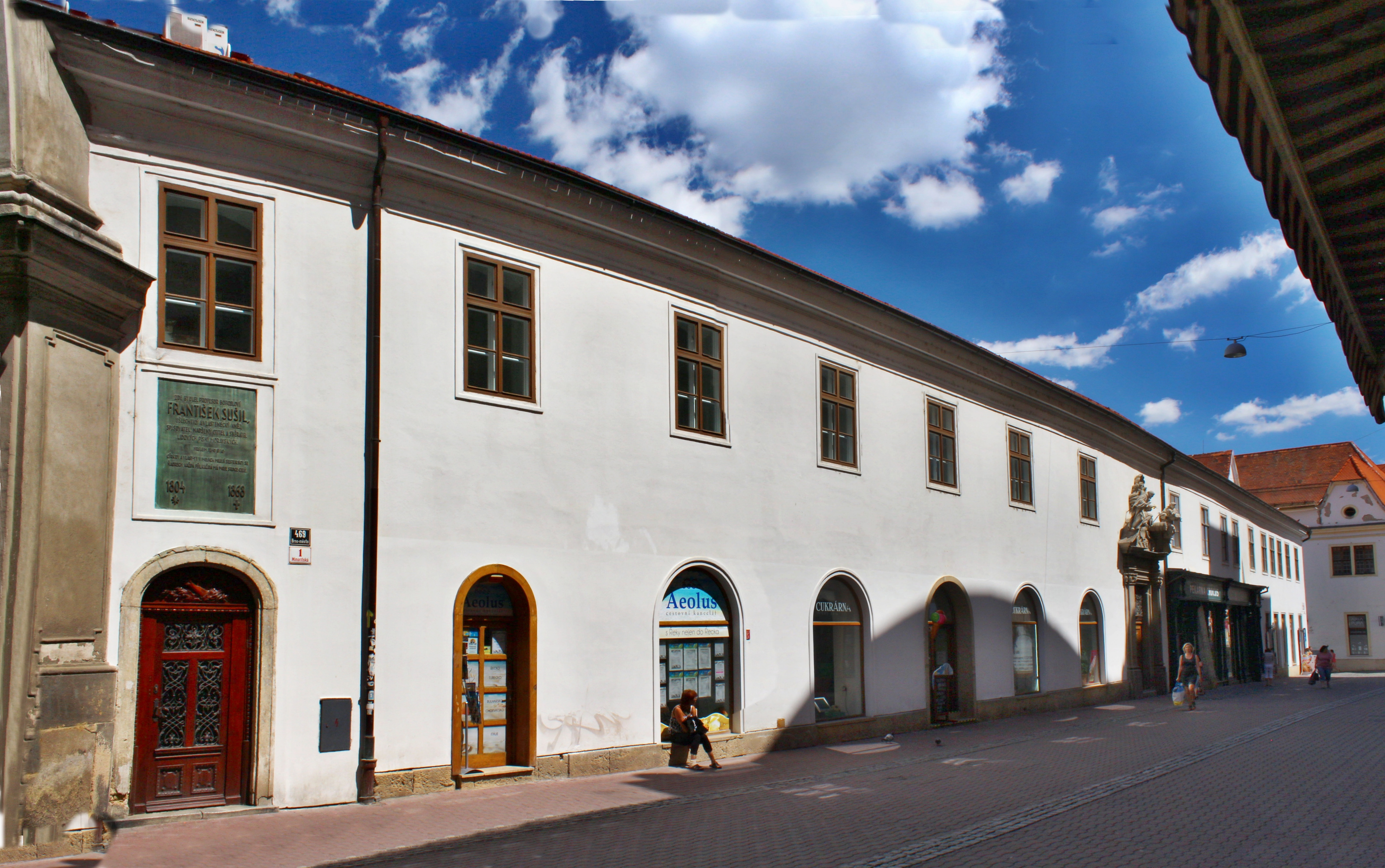
Budovy minoritského kláštera

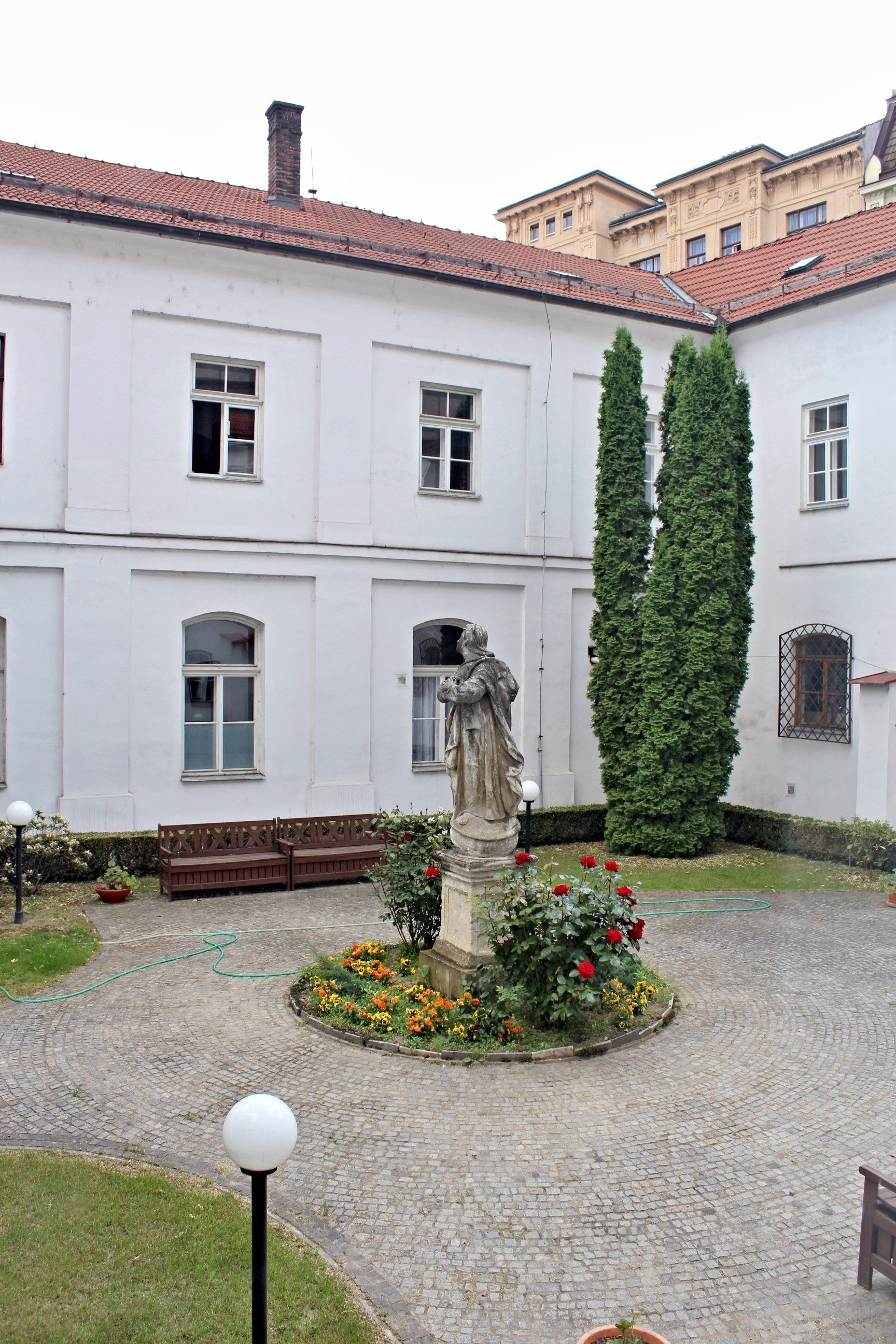
Rajský dvůr kláštera

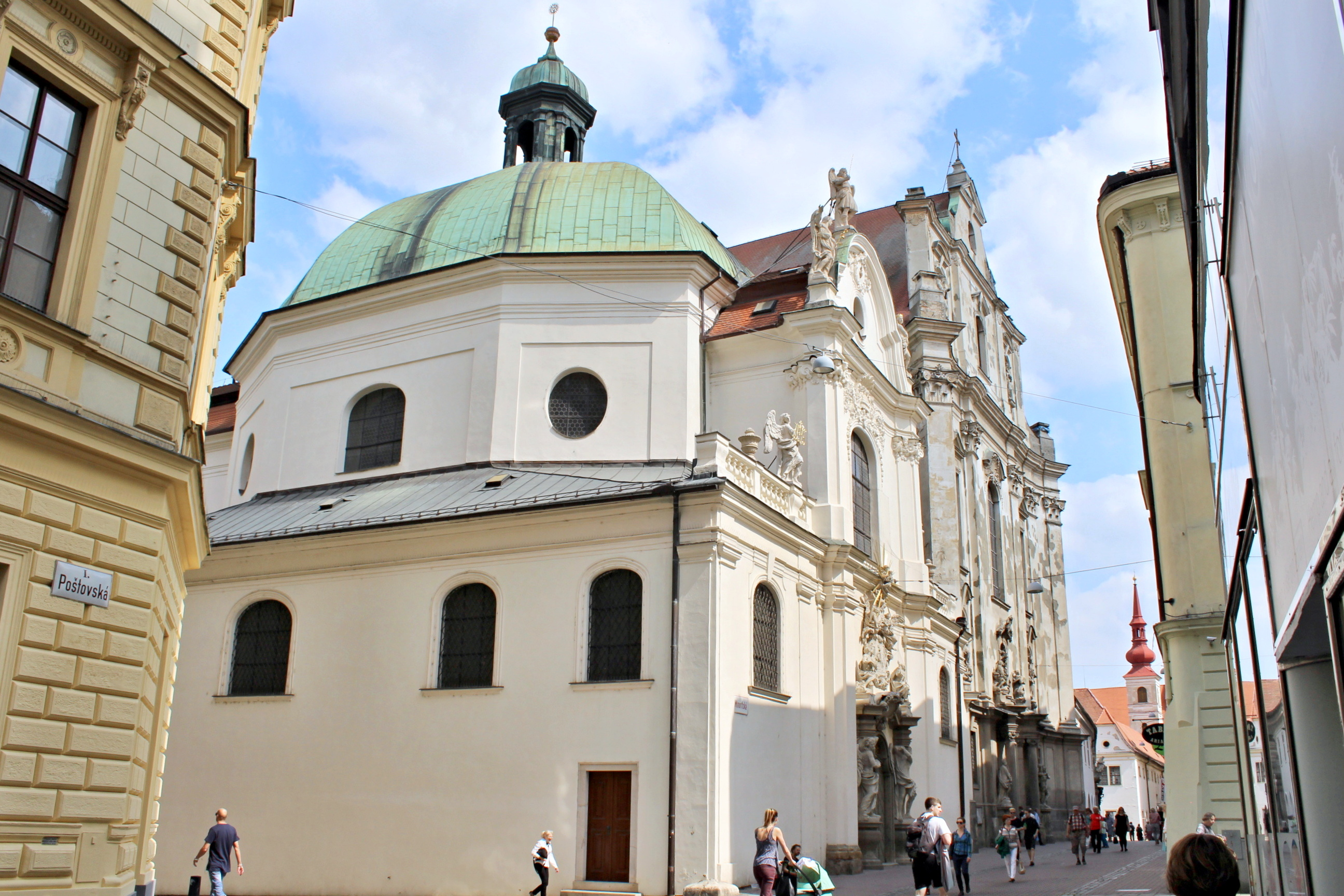
Loretánská kaple na rohu Jánské a Minoritské ulice

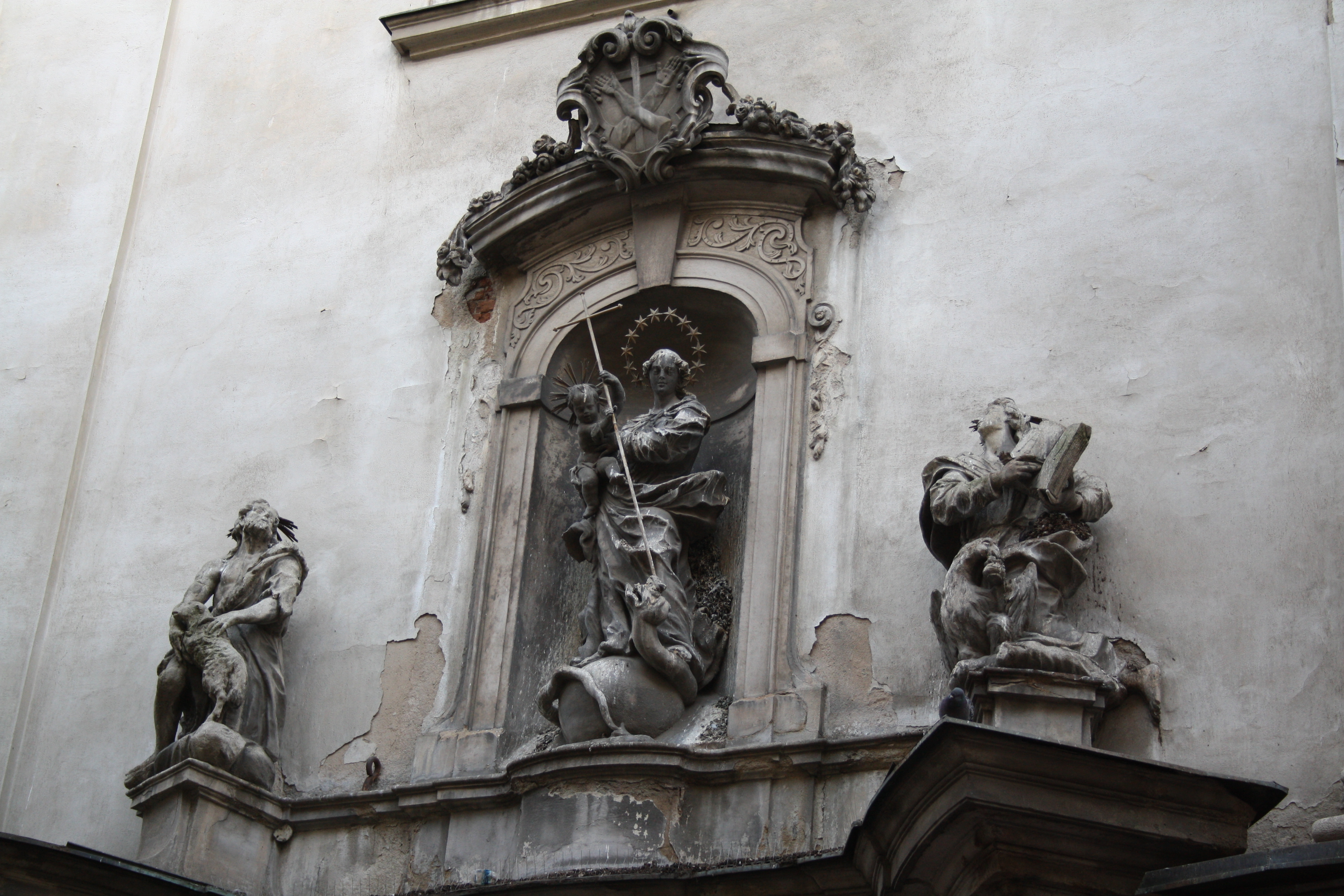
Detail soch nad vchodem

Počátky minoritského kláštera jsou značně nejasné, byl založen patrně kolem roku 1230 českým králem Václavem I. a Janem Velenem Černohorským z Boskovic.. Další vývoj kláštera je shodný s vývojem kostela, s jehož historií je bezprostředně spojen. Když roku 1262 klášter vyhořel, byl celý komplex vybudován znovu, tentokrát i s kostelem svatých Janů. I v následujícím století byl klášter dále rozšiřován, v 15. a 16. století byl klášter v hmotné tísni, počínaje rokem 1660 začal nová přestavba kláštera v barokním duchu, byla přistavěna i loretánská kaple.
Objekt kláštera na nároží ulic Orlí a Minoritské v historickém jádru města Brna je na jižní Moravě jediným klášterem, jehož konvent již více než 750 let sídlí beze změny na stejném místě.
V roce 1635 zde byl kvardiánem (představeným) kláštera italský hudební skladatel Giovanni Battista Alouisi. Varhany v klášterním kostele byly postaveny roku 1732 a jsou tak nejstaršími v Brně.

### Okolí kláštera
Ulice Jánská je pojmenována, jak píše Milena Flodrová - brněnská historička: „hned od dvou Janů“ - podle přilehlého kostela sv. Jana Křtitele, který již v polovině 13. století stál, a pozdějšího kostela sv. Jana Evangelisty. Ulice se tehdy jmenovala „Měšťanská“ až do 1. poloviny 19. století, kdy se jmenovala střídavě česky nebo německy Jánská nebo Johannesgasse. Obdobně ulice Minoritská se ve 14. století jmenovala „proti zahradě Menších bratří“, v 17. století „proti klášteru sv. Jana“ a už z počátku 19. století se jmenuje až do dnešní doby Minoritská, resp. německy Minoritengasse.

### Kostel sv. Jana Křtitele
Původní kostel sv. Jana Křtitele při klášteru byl vysvěcen roku 1257 olomouckým biskupem Brunem.

### Kostel sv. Janů
Dnešní monumentální podoba kostela sv. Janů vznikla v 18. století během barokní přestavby podle návrhu bavorského architekta Mořice Grimma (1669-1757).
Obraz zasazený do retabula hlavního oltáře představuje světce uctívající Pannu Marii, je dílem J. Sterna z roku 1761.

## Hrobky
V klášterním kostele sv. Jana Křtitele našel místo posledního odpočinku donátor obnovy budovy, Mikuláš Opavský, společně se svou chotí Anežkou. Dle původního záměru se kostel měl stát rodovým pohřebištěm opavských Přemyslovců.
V klášteře se nachází rodové pohřebiště moravského šlechtického rodu pánů z Boskovic. Je zde pochováno několik členů tohoto významného rodu
- Vaněk Černohorský z Boskovic, moravský zemský hejtman (před rokem 1407-1438)
- Václav mladší z Boskovic (před rokem 1465-1482)
- Kunka z Kravař, žena Václava ml. z Boskovic, († 1510)
- Václav Bučovický z Boskovic (před rokem 1524-1554)
- Jan Šembera z Boskovic, poslední mužský člen rodu (kolem roku 1543-1597)

## Klášterní komunita
Život řeholní komunity minoritů byl spojený s historií města Brna. Během husitských válek získala v klášteře útočiště řada minoritů z Čech i členové zábrdovického kláštera. Po skončení bojů došlo k rozvoji kláštera, který trval do první poloviny 16. století, kdy vlivem luterství došlo k úpadku řeholního života a snížení počtu členů klášterní komunity.
Během třicetileté války, za obléhání města Švédy v roce 1645 byly budovy kláštera poškozeny. Další desetiletí představovala rozvoj kláštera hmotný i duchovní. V roce 1756 žilo v klášteře 60 řeholníků. V 19. století v klášteře byl umístěn také řádový filosofický ústav. Klášterní knihovna obsahovala tehdy více než 10 000 svazků. Část svého života zde strávil i známý sběratel lidových písní František Sušil.
Na konci druhé světové války byl poškozen bombardováním. V roce 1950 byl klášter zabrán komunistickým režimem a konvent násilně vysídlen. Po pádu totality se celého objektu opět ujali minorité. Ti tak jako jediný řád ve městě Brně působí na stejném místě již téměř 800 let. V současné době (2020) tvoří komunitu šest minoritů.
Od roku 1995 zde bratři vydávají časopis Immaculata a nachází se zde i národní centrum Rytířstva Neposkvrněné.